# 最宁府
最宁府，中国古代的府。
大理国后期分秀山郡置，治所在今云南省开远市。辖境约今云南省开远市、屏边县以东，南盘江以南，西畴、麻栗坡县以西地区。元朝初年，改置阿迷万户府。